# Летище край морето
„Летище край морето“ е български телевизионен филм (любовна драма) от 1978 година на режисьора Нина Минкова, по сценарий на Георги Равнинов. Оператор е Иван Варимезов. Музиката във филма е на композитора Александър Йосифов. Художник – Георги Иванов.
Текстът на песента е на Недялко Йорданов.

## Актьорски състав
| В главните роли   | Изпълнител                                 |
| ----------------- | ------------------------------------------ |
| Нели Топалова     | Веселина, електрокаристка на летище Бургас |
| Васил Бъчваров    | Христо, колега и ухажьор на Веселина       |
| Теодора Георгиева | Клара, съпруга на кинозвездата Кунмарчи    |
| Димитър Хаджиянев | Кунмарчи, датската кинозвезда              |
| Милка Попантонова | кака Мара                                  |
| Зинка Друмева     | Мария                                      |
| Милко Желязков    |                                            |
| Венелин Кръстев   |                                            |
| Нешо Караджински  |                                            |